# Megacyllene nevermanni
Megacyllene nevermanni là một loài bọ cánh cứng trong họ Cerambycidae.